# Yenny Caripá
Yenny Caripá – wenezuelska zapaśniczka w stylu wolnym. Srebrna medalistka mistrzostw panamerykańskich w 2004 roku.